# Puig d'en Fuselles
El Puig d'en Fuselles és una muntanya de 116 metres que es troba al municipi de Flaçà, a la comarca del Gironès.